# Macromitrium scoparium
Macromitrium scoparium är en bladmossart som beskrevs av Mitten 1869. Macromitrium scoparium ingår i släktet Macromitrium och familjen Orthotrichaceae. Inga underarter finns listade i Catalogue of Life.